# Leubucó (Buenos Aires)
Leubucó est une petite localité dans la province de Buenos Aires, en Argentine. Elle est située dans le partido d'Adolfo Alsina.

## Géographie
Leubucó se situe à 480 km au sud-ouest de Buenos Aires, à 15 km au sud-ouest de Salliqueló et à 42 km au nord-ouest de Carhué, chef-lieu du partido. Aucun cours d'eau ne traverse la localité, bien qu'elle soit entourée de plusieurs lagunes.

### Transports
La localité est reliée à Salliqueló et Rivera par le chemin provincial secondaire 001-05, mais aussi à Carhué par le chemin provincial secondaire 001-01. Leubucó entretenait une liaison ferroviaire avec Salliqueló et Rivera par le Chemin de fer Domingo Faustino Sarmiento (ligne Salliqueló-Rivera).

## Toponymie
Le nom Leubucó fait référence à la localité et ancienne capitale ranquel de Leubucó, dans la province de La Pampa. Le nom signifie « source qui court », composé des mots mapudungún ḻewfü (« courant ») et ko (« eau »).
Le nom de Villa Martín Ayerúa rend hommage à Martín Ayerúa, ancien propriétaire des terrains et père du fondateur de la localité. Ce toponyme a lentement été remplacé par celui de la gare, Leubucó.

## Histoire
Le 31 décembre 1904 est mise en service la ligne de chemin de fer de Salliqueló à Rivera, puis, le 31 décembre 1909 est ouverte la gare de Leubucó. Les terrains appartenaient à Martín Ayerúa à partir de 1919, qui les léga à sont fils Francisco Martín Ayerúa. Celui-ci demanda l'autorisation de fonder un village autour de la gare, qui devait prendre le nom de Villa Martín Ayerúa.. La fondation a été autorisée le 10 juin 1930, devenue date officielle de fondation de la ville.

## Population et société
La localité a été désignée comme population rurale dispersée durant les recensements de 2001 et 2010, sa population est estimée à 18 habitants par le partido. Elle dispose tout de même d'une délégation municipale, la plus petite du partido en matière de population, représentée par María Soledad Nassini.
On trouve une école primaire à Leubucó. De nombreux services et commerces ont fermé après la fermeture de la gare dans les années 1970.

## Économie
L'économie de Leubucó est exclusivement agricole. Anciennement, la localité disposait de commerces et de services, et exportait ses produits jusqu'à Buenos Aires, mais la fermeture de la gare annonça la fin de ces activités.

## Patrimoine culturel et touristique
- Ancienne gare de la localité, inaugurée en 1909.